# Michel Étiévant
Pour les articles homonymes, voir Étiévant.
Ne pas confondre avec le journaliste, historien et militant communiste Michel Étiévent.
Michel Étiévant, né le 12 décembre 1932 à Saint-Lothain et mort le 6 juillet 2006 à Dijon, est un homme politique français.

## Détail des fonctions et des mandats
Mandat parlementaire
- 10 décembre 1999 - 18 juin 2002 : Député de la 3e circonscription de la Côte-d'Or, en tant que suppléant de Roland Carraz, décédé.